# Argentimétrie
L'argentimétrie (ou argentométrie) désigne un ensemble de méthodes de titrage par précipitation ayant pour point commun d'utiliser une solution contenant des ions Ag+. La solution titrante est généralement une solution de nitrate d'argent (AgNO3). L'espèce dosée est un anion comme les halogénures, thiocyanates (SCN−), cyanures (CN−), mercaptans et acides gras.

## Point de fin de titrage
Le point de fin de titrage en argentimétrie peut être déterminé par titrage visuel utilisant des indicateurs colorés. Le tableau suivant présente les principales méthodes utilisées :
| Méthode                          | Auteur              | Titrage  | Milieu réactionnel           | Indicateur coloré                                                                           | Substances à doser | Exemple d'utilisation                                                                |
| -------------------------------- | ------------------- | -------- | ---------------------------- | ------------------------------------------------------------------------------------------- | --- | ------------------------------------------------------------------------------------ |
| Méthode de Mohr                  | Karl Friedrich Mohr | Direct   | Faiblement alcalin ou neutre | Ion chromate (CrO42−) comme le chromate de potassium                                        | Bromure, chlorure | Détermination des chlorures dissous dans l'eau                                       |
| Méthode de Fajans                | Kasimir Fajans      | Direct   | Faiblement acide ou neutre   | Indicateur d'adsorption comme les fluorescéines, exemple : dichlorofluoresceinate de sodium | Bromure, chlorure, iodure, sélénite (SeO32−)                                                                                    |                                                                                      |
| Méthode de Charpentier - Volhard | Jacob Volhard       | Indirect | Acide                        | Ion fer(III) (Fe3+)                                                                         | Bromure, iodure, chlorure, arséniate (AsO43−), SCN−, CN−, carbonate (CO32−), oxylate (C2O42−), phosphate (PO43−), sulfure (S2−) | Détermination de la teneur en chlorures des viandes et des produits à base de viande |

Le point de fin de titrage en argentimétrie peut aussi être déterminé par titrage potentiométrique.